# وزارة الدفاع (إسرائيل)

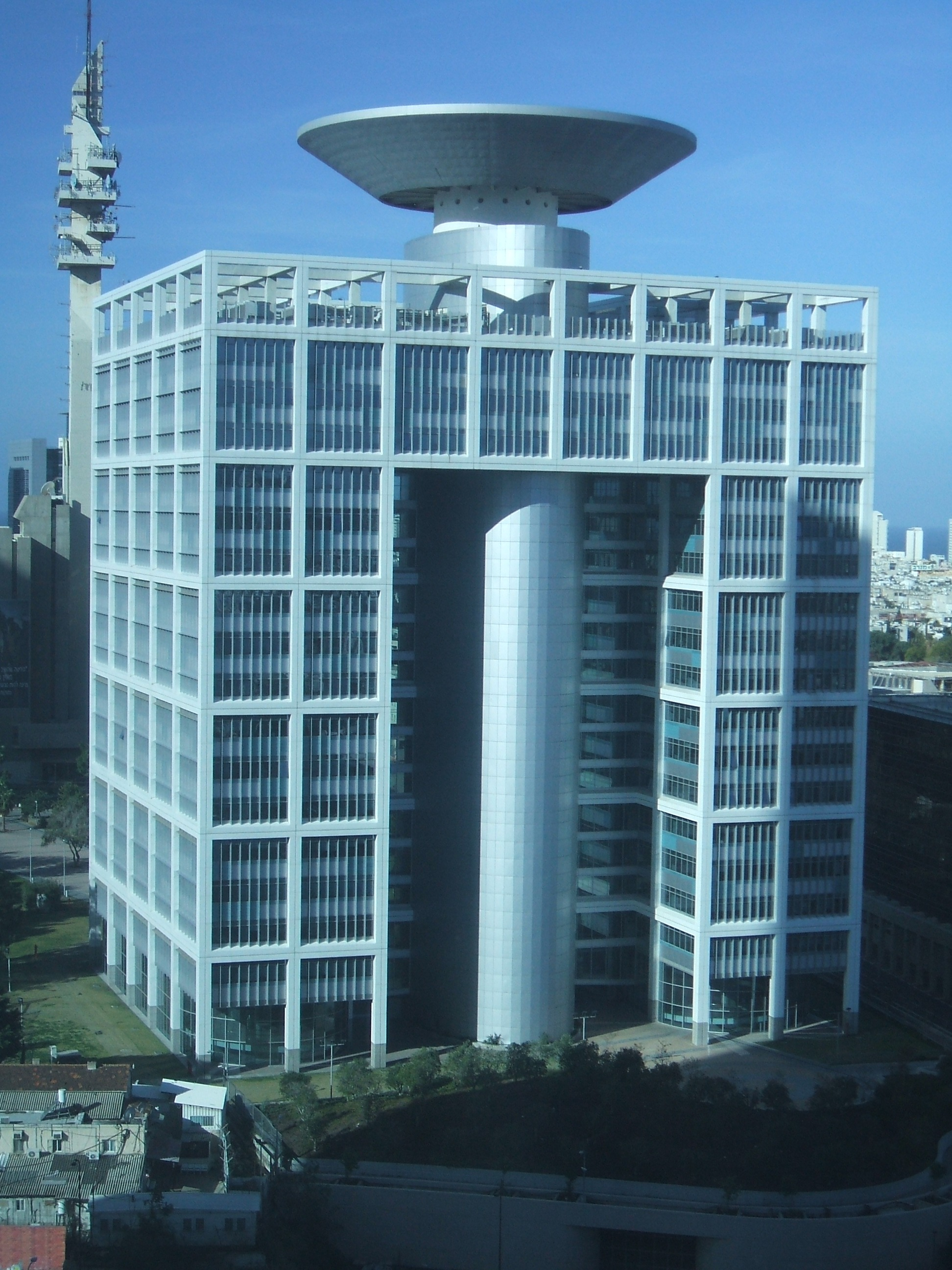
مبنى الوزارة (الكرياه).

وزارة الدفاع الإسرائيلية (بالعبرية: מִשְׂרַד הַבִּטָּחוֹן، ميصراد هابيتاخون)، هي الجهة الحكومية المسؤولة عن الدفاع عن دولة إسرائيل ضد التهديدات العسكرية الداخلية والخارجية. يعد رئيسها السياسي هو وزير الدفاع الإسرائيلي وتقع مكاتبها في كرياه، تل أبيب.
تشرف وزارة الدفاع على معظم قوات الأمن الإسرائيلية، بما في ذلك الجيش الإسرائيلي (IDF) والصناعات العسكرية الإسرائيلية (IMI) وصناعات الفضاء الإسرائيلية (IAI).
أسست وزارة الدفاع عندما انتهى الانتداب البريطاني على فلسطين وغادر الجيش البريطاني فلسطين وتشكلت دولة إسرائيل. أدى هذا إلى إنهاء وحدات الميليشيات المتمردة خلال الإدارة البريطانية وفسح المجال لوزارة الدفاع لتصبح هي المسئولة رسمياً عن أمن الدولة اليهودية.

## وزير الدفاع

علم وزارة الدفاع الإسرائيلية

يرأس وزير الدفاع الإسرائيلي (بالعبرية: שַׂר הַבִּטָּחוֹן، سار هابيتاخون، حرفياً: وزير الأمن) الوزارة. يعتبر هذا المنصب ثاني أهم منصب في الحكومة الإسرائيلية وعادة ما يكون له نائب وزير. يعد وزير الدفاع أيضاً عضو دائم في مجلس الوزراء الأمني. فقد أدى أفيغدور ليبرمان من حزب إسرائيل بيتنا اليمين في 31 مارس 2016 كوزير الدفاع الإسرائيلي الجديد.
يُعتبر يوآف غالانت وزير الدفاع الإسرائيلي الحالي منذ 29 ديسمبر 2022.
ونظراُ للأهمية الكبيرة لحقيبة الدفاع، غالباً ما شغل رؤساء الوزراء هذا المنصب بالإضافة إلى مهامهم في رئاسة الوزراء؛ فهناك سبعة من وزراء الدفاع البالغين الستة عشر حتى اليوم كانوا أيضاً رؤساء وزراء في الخدمة. وخمسة منهم (موشيه ديان، إسحاق رابين، إيهود باراك، شاؤول موفاز وموشيه يعلون) كانوا أيضاً رؤساء أركان سابقون في الجيش الإسرائيلي.
من بين واجبات هذا المنصب، يمكن لوزراء الدفاع طلب الاعتقال الإداري. ونتيجة العمل المكثف والتوتر بين المستوى السياسي والعسكري، كثيراً ما تحدث خلافات واختلاف في الرأي بين وزير الدفاع ورئيس الأركان.

## قائمة الوزراء
| #  | الوزير             | الحزب                    | الحكومات            | بداية خدمته    | نهاية خدمته    | ملاحظات                                               |
| -- | ------------------ | ------------------------ | ------------------- | -------------- | -------------- | ----------------------------------------------------- |
| 1  | دافيد بن غوريون    | الماباي                  | المؤقتة، 1، 2، 3، 4 | 14 مايو 1948   | 26 يناير 1954  | رئيس وزراء                                            |
| 2  | بنحاس لافون        | الماباي                  | 5                   | 26 يناير 1954  | 21 فبراير 1955 |                                                       |
| –  | دافيد بن غوريون    | الماباي                  | 5، 6، 7، 8، 9، 10   | 21 فبراير 1955 | 26 يونية 1963  | رئيس الوزراء                                          |
| 3  | ليفي أشكول         | الماباي، المعراخ         | 11، 12، 13          | 26 يونية 1963  | 5 يونية 1967   | رئيس الوزراء                                          |
| 4  | موشيه دايان        | رافي، حزب العمل، المعراخ | 13، 14، 15، 16      | 5 يونية 1967   | 3 يونية 1974   |                                                       |
| 5  | شيمون بيريز        | المعراخ                  | 17                  | 3 يونية 1974   | 20 يونية 1977  |                                                       |
| 6  | عيزر فايتسمان      | الليكود                  | 18                  | 20 يونية 1977  | 28 مايو 1980   |                                                       |
| 7  | مناحم بيجن         | الليكود                  | 18                  | 28 مايو 1980   | 5 أغسطس 1981   | رئيس الوزراء                                          |
| 8  | أرئيل شارون        | الليكود                  | 19                  | 5 أغسطس 1981   | 14 فبراير 1983 |                                                       |
| –  | مناحم بيجن         | الليكود                  | 19                  | 14 فبراير 1983 | 23 فبراير 1983 | رئيس الوزراء                                          |
| 9  | موشيه آرنز         | الليكود                  | 19، 20              | 23 فبراير 1983 | 13 سبتمبر 1984 |                                                       |
| 10 | إسحاق رابين        | المعراخ                  | 21، 22، 23          | 13 سبتمبر 1984 | 15 مارس 1990   |                                                       |
| –  | موشيه آرنز         | الليكود                  | 24                  | 11 يونية 1990  | 13 يوليو 1992  |                                                       |
| –  | إسحاق رابين        | العمل                    | 25                  | 13 يوليو 1992  | 4 نوفمبر 1995  | رئيس الوزراء، أُغتيل                                   |
| –  | شيمون بيريز        | العمل                    | 25، 26              | 4 نوفمبر 1995  | 18 يونية 1996  | رئيس الوزراء                                          |
| 11 | إسحاق مردخاي       | الليكود                  | 27                  | 18 يونية 1996  | 25 يناير 1999  |                                                       |
| –  | موشيه آرنز         | الليكود                  | 27                  | 27 يناير 1999  | 6 يوليو 1999   |                                                       |
| 12 | إيهود باراك        | إسرائيل الواحدة          | 28                  | 6 يوليو 1999   | 7 مارس 2001    | رئيس الوزراء                                          |
| 13 | بنيامين بن إليعازر | العمل                    | 29                  | 7 مارس 2001    | 2 نوفمبر 2002  |                                                       |
| 14 | شائول موفاز        | الليكود                  | 29، 30              | 4 نوفمبر 2002  | 4 مايو 2006    | لم يكن عضواً في الكنيست في بداية فترة ولايته في المنصب |
| 15 | عمير بيريتز        | العمل                    | 31                  | 4 مايو 2006    | 18 يونية 2007  |                                                       |
| –  | إيهود باراك        | العمل، الاستقلال         | 31، 32              | 18 يونية 2007  | 18 مارس 2013   | لم يكن عضواً في الكنيست في بداية فترة ولايته في المنصب |
| 16 | موشيه يعالون       | الليكود                  | 33، 34              | 18 مارس 2013   | 22 مايو 2016   |                                                       |
| –  | بنيامين نتنياهو    | الليكود                  | 34                  | 22 مايو 2016   | 30 مايو 2016   | رئيس الوزراء قائم بأعمال الوزير                       |
| 17 | أفيغادور ليبرمان   | إسرائيل بيتنا            | 34                  | 30 مايو 2016   | 18 نوفمبر 2018 |                                                       |
| 19 | بنيامين نتنياهو    | ليكود                    | 34                  | 18 نوفمبر 2018 | 8 نوفمبر 2019  | رئيس وزراء                                            |
| 20 | نفتالي بنت         | اليمين الجديد            | 34                  | 8 نوفمبر 2019  | 17 مايو 2020   |                                                       |
| 21 | بيني غانتس         | أزرق أبيض                | 35\|، 36            | 17 مايو 2020   | 29 ديسمبر 2022 |                                                       |
| 22 | يوآف غالانت        | ليكود                    | 37                  | 29 ديسمبر 2022 | 5 نوفمبر 2024  |                                                       |
| 22 | يسرائيل كاتس       | ليكود                    | 37                  | 5 نوفمبر 2024  | الآن           |                                                       |

### قائمة نواب الوزراء
| #  | الوزير              | الحزب           | الحكومات      | بداية خدمته    | نهاية خدمته    |
| -- | ------------------- | --------------- | ------------- | -------------- | -------------- |
| 1  | شيمون بيريز         | الماباي         | 9، 10، 11، 12 | 21 ديسمبر 1959 | 25 مايو 1965   |
| 2  | زفي دينستاين        | المعراخ         | 13            | 17 يناير 1966  | 5 يونيو 1967   |
| 3  | موردخاي تزيبوري     | الليكود         | 18، 19        | 28 يونيو 1977  | 10 أكتوبر 1983 |
| 4  | مايكل ديكل          | الليكود         | 21، 22        | 3 ديسمبر 1985  | 21 نوفمبر 1988 |
| 5  | عوفاديا إيلي        | الليكود         | 24            | 8 يوليو 1991   | 13 يوليو 1992  |
| 6  | مردخاي غور          | العمل           | 25            | 4 أغسطس 1992   | 16 يوليو 1995  |
| 7  | أوري أور            | العمل           | 26            | 27 نوفمبر 1995 | 18 يونيو 1996  |
| 8  | سيلفان شالوم        | الليكود         | 27            | 9 يوليو 1997   | 6 يوليو 1999   |
| 9  | افرايم سنيه         | إسرائيل الواحدة | 28            | 5 أغسطس 1999   | 7 مارس 2001    |
| 10 | داليا رابين بيلوسوف | العمل           | 29            | 7 مارس 2001    | 1 أغسطس 2002   |
| 11 | وايزمان شيري        | العمل           | 29            | 12 أغسطس 2002  | 2 نوفمبر 2002  |
| 12 | زئيف بويم           | الليكود كاديما  | 30            | 5 مارس 2003    | 18 يناير 2006  |
| –  | افرايم سنيه         | العمل           | 31            | 30 أكتوبر 2006 | 18 يونيو 2007  |
| 13 | متان فلنائي         | العمل           | 31، 32        | 2 يوليو 2007   | 18 يناير 2011  |
| 14 | داني دانون          | الليكود         | 33            | 18 مارس 2013   | 15 يوليو 2014  |
| 15 | إيلي بن دهان        | البيت اليهودي   | 34            | 19 مايو 2015   | 3 أكتوبر 2019  |
| 16 | ألون شوستر          | أزرق أبيض       | 36            | 28 يونيو 2021  | 29 ديسمبر 2022 |

## المديرون العموميون

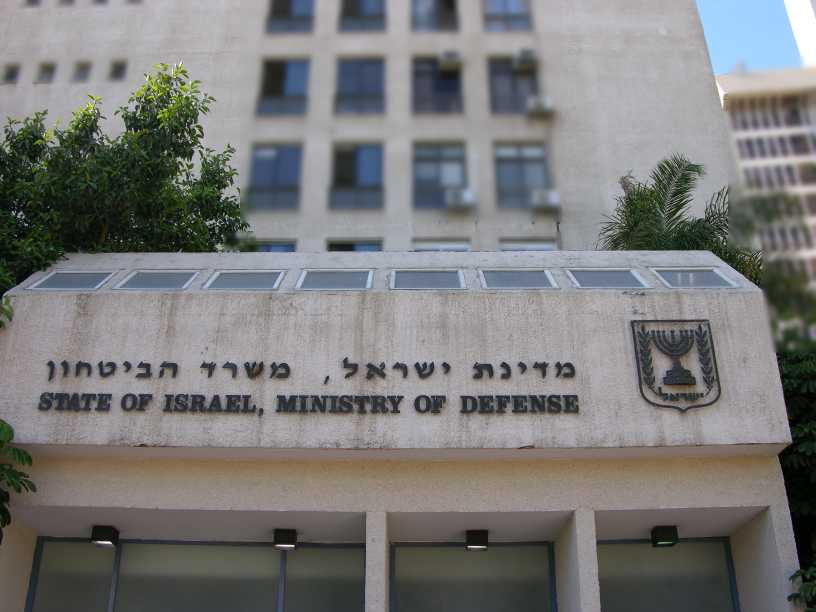
وزارة الدفاع

| #  | المديرون العموميون     | بداية خدمته | نهاية خدمته |
| -- | ---------------------- | ----------- | ----------- |
| 1  | ليفي أشكول             | 1948        | 1948        |
| 2  | إليعازر بيري           | 1948        | 1949        |
| 3  | بنحاس سابير            | 1949        | 1951        |
| 4  | زئيف شيند              | 1951        | 1952        |
| 5  | شيمون بيريز (بالنيابة) | 1952        | 1953        |
| –  | شيمون بيريز            | 1953        | 1959        |
| 6  | آشر بن نتان (بالنيابة) | 1959        | 1960        |
| –  | آشر بن نتان            | 1960        | 1965        |
| 7  | موشيه كاتسي            | 1965        | 1970        |
| 8  | يشعياهو لافي           | 1970        | 1972        |
| 9  | إسحاق إيروني           | 1972        | 1975        |
| 10 | بنحاس زوسمان           | 1975        | 1978        |
| 11 | يوسف معيان             | 1978        | 1981        |
| 12 | أفراهام بن يوسف        | 1981        | 1982        |
| 13 | أهارون بيت حلاشمي      | 1982        | 1983        |
| 14 | مناحيم مارون           | 1983        | 1986        |
| 15 | ديفيد إيفري            | 1986        | 1996        |
| 16 | إيلان بيران            | 1996        | 1999        |
| 17 | عموس يارون             | 1999        | 2005        |
| 18 | يعقوب تورين            | 2005        | 2006        |
| 19 | غابي أشكنازي           | 2006        | 2007        |
| 20 | بنحاس بوخريس           | 2007        | 2010        |
| 21 | إيهود شاني             | 2010        | 2013        |
| 22 | دان هاريل              | 2013        | 2016        |
| 23 | عودي آدم               | 2016        | 2020        |
| 24 | أمير إيشيل             | 2020        | الآن        |

## الهيكل

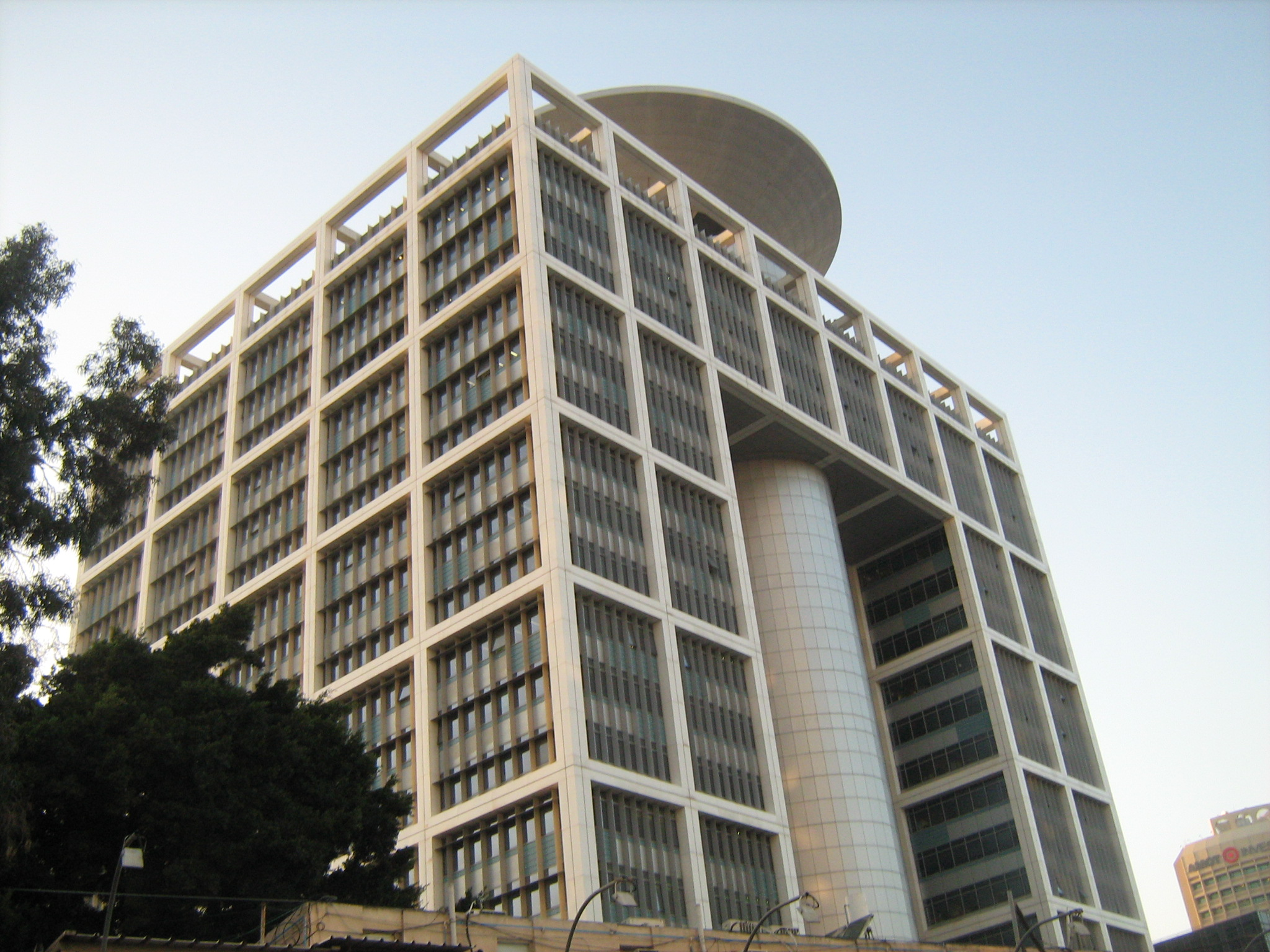
مبنى وزارة الدفاع، كرياه، تل أبيب.

- وزارة دفاع الجبهة الداخلية برئاسة نائب وزير الدفاع
- هيئة الطوارئ الوطنية الإسرائيلية، «راحيل»
- إدارة تطوير الأسلحة والبنية التحتية التكنولوجية، «مافعات»
- وحدة تنسيق أعمال الحكومة في المناطق، «ماتباش»
- مدير أمن مؤسسة الدفاع، «مالماب»
- وحدة المراقب المالية لمؤسسة الدفاع
- فرع الدفاع السياسي، «أبتام»
- فرع المساعدة الدفاعية، «سبات»
- نظم المعلومات الحاسوبية والإدارية - «ملام» - مركز معالجة البيانات
- فرع العمليات اللوجستية والممتلكات، «إيمون»
- فرع الدفاع الإجتماعي
- قسم الدفاع لمراقبة الصادرات، «آبي»
- إدارة برنامج الدبابات
- إدارة المشتريات والإنتاج، «مانهار»
- إدارة الطوارئ - ملخ.
- الرقيب العام للجنود، «ناخال»
- صندوق تمويل وقسم الجنود المسرحين
- قسم العائلات وإحياء الذكرى
- قسم تأهيل ذوي الإعاقة

## روابط خارجية
- وزارة الدفاع الإسرائيلية